# Flórián Albert
Flórián Albert (ur. 15 września 1941 w Hercegszántó, zm. 31 października 2011 w Budapeszcie) – węgierski piłkarz występujący na pozycji napastnika, zdobywca Złotej Piłki France Football za rok 1967.

## Lata młodzieńcze
Urodził się i dorastał w małym mieście Hercegszántó, w pobliżu granicy z Jugosławią. Jego ojciec był Węgrem, zaś matka była węgierską Chorwatką. Matka zmarła gdy Flórián miał dwa lata i od tego czasu Flórián oraz dwaj jego bracia byli utrzymywani przez ojca, który był kowalem. Już jako dziecko grał razem z braćmi w piłkę nożną. W wieku jedenastu lat wraz z całą rodziną przeprowadził się do Budapesztu i zapisał się do juniorskiej drużyny Ferencvárosi TC.

## Kariera

### Kariera klubowa
Albert w całej swojej piłkarskiej karierze klubowej reprezentował tylko jeden klub: Ferencvárosi TC. Ligowy debiut w drużynie seniorskiej tego klubu miał miejsce 2 listopada 1958 w meczu przeciwko Diósgyőri VTK, który został rozegrany na Népstadion.
Z klubem czterokrotnie zdobywał Mistrzostwo Węgier (w sezonach 1963, 1964, 1967 i 1968) i czternastokrotnie zajmował medalowe miejsce w ligowej tabeli.
Największym sukcesem klubowym Alberta było zdobycie w 1965 roku Pucharu Miast Targowych, po pokonaniu w finale 1:0 Juventusu. Do finału tych rozgrywek doszedł także w 1968 roku (porażka w dwumeczu z Leeds United).
Ostatni mecz ligowy w barwach FTC rozegrał 17 marca 1974 w meczu przeciwko Zalaegerszegi TE. 7 czerwca 1975 rozegrany został mecz pożegnalny Alberta, w którym Ferencvárosi TC podejmował Wojwodinę. Mecz zakończył się remisem 1:1, a bramkę dla FTC zdobył Albert. Był to jedyny oficjalny mecz, który Albert rozegrał na stadionie Üllői út, który później nazwano imieniem Alberta.
Łącznie w barwach FTC rozegrał 540 spotkań (351 ligowych), w których strzelił 391 goli (256 w lidze).

### Kariera reprezentacyjna
Albert grał w reprezentacji Węgier od 1959 roku. Zadebiutował w spotkaniu przeciwko Szwecji, rozegranym 28 czerwca 1959 roku. Swoje pierwsze gole (trzy) zdobył w spotkaniu przeciwko Jugosławii w swoim trzecim występie w reprezentacji. W 1960 roku znalazł się w kadrze reprezentacji olimpijskiej, która na igrzyskach w Rzymie zdobyła brązowy medal. W 1962 roku awansował z reprezentacją do finałów mistrzostw świata, na których został najlepszym strzelcem turnieju. Dwa lata później wystąpił w mistrzostwach Europy, a w 1966 ponownie w mistrzostwach świata. Ostatnim dużym turniejem Alberta w reprezentacji były Mistrzostwa Europy w Piłce Nożnej 1972. 29 maja 1974 roku Albert rozegrał swój ostatni mecz w reprezentacji. Przeciwnikiem była Jugosławia.
Łącznie Węgry reprezentował w 75 meczach, w których zdobył 31 goli.

### Profil zawodnika
Albert przez wielu statystyków i historyków jest uważany za najlepszego zawodnika swojego pokolenia. Dysponował doskonałą techniką. Kontrola piłki, doskonałe podania oraz drybling sprawiły, że Albert stał się światowej klasy zawodnikiem.

### Kariera trenerska
Po przejściu na emeryturę, dwukrotnie był menedżerem libijskiego Al-Ahly Bengazi, z którym nie osiągnął jednak znaczących sukcesów. Po powrocie z Afryki Północnej, Albert pracował w FTC m.in. jako jak dyrektor techniczny, kierownik drużyny, a od kilku lat był honorowym prezesem klubu.

## Życie prywatne
Albert 30 listopada 1963 roku poślubił węgierską aktorkę Irén Bársony. Para miała dwójkę dzieci: córkę Magdi oraz syna Flóriána juniora. Syn Alberta, podobnie jak ojciec, przez wiele lat bronił barw FTC. Flórián Patrik, wnuk Alberta gra obecnie w kształcącej młodych piłkarzy budapeszteńskiej Akademii Piłkarskiej im. Ferenca Puskása.

## Osiągnięcia
- Zdobywca Pucharu Miast Targowych (1965)
- Mistrz Węgier (1963, 1964, 1967, 1968)
- Zdobywca Pucharu Węgier (1972)
- Najlepszy strzelec Mistrzostw Świata (1962)
- Najlepszy strzelec Pucharu Miast Targowych (1967)
- Najlepszy strzelec Nemzeti Bajnokság I (1960, 1961, 1965)
- Zdobywca Złotej Piłki (1967)
- Zdobywca nagrody FIFA dla Najlepszego Młodego Zawodnika (1962)

## Odznaczenia i nagrody
- Krzyż Orderu Zasługi Republiki Węgier (2011, Węgry)
- Krzyż Oficerski Orderu Zasługi Republiki Węgier (1994, Węgry)
- Honorowe obywatelstwo miasta Hercegszántó (2007, Węgry)
- Stadion klubu Ferencvárosi TC, mieszczący się przy Üllői út 129 nazwano imieniem Flóriána Alberta (2007)